# Deutsche Meisterschaften 1946
Als Deutsche Meisterschaft(en) 1946 oder DM 1946 bezeichnet man folgende Deutsche Meisterschaften, die im Jahr 1946 stattgefunden haben:
- Deutsche Leichtathletik-Meisterschaften 1946

Siehe auch:
- Ostzonen-Einzelmeisterschaft im Schach 1946